# Parlament Republiky Černá Hora
Parlament Černé Hory (černohorsky: Скупштина Републикe Црне Горе, Skupština Republike Crne Gore) je jednokomorový zákonodárný parlament v Černé Hoře. Parlament má v současné době 81 členů, z nichž je každý volen na dobu čtyř let. Současný předseda parlamentu je Ranko Krivokapić, zástupci jsou Željko Šturanović a Rifat Rastoder. Referendum o nezávislosti Černé Hory parlament schválil 3. června 2006.
Budova parlamentu se nachází v černohorském hlavním městě Podgorice.

## Pravomoci
Parlament stanoví premiéra jmenovaného prezidentem, stejně jako premiér volí ministry. Parlament rovněž schvaluje všechny zákony Černé Hory, ratifikuje mezinárodní smlouvy, jmenuje soudce všech soudů, schvaluje rozpočet a vykonává další povinnosti, jak je stanoveno v ústavě. Parlament může vyjádřit nedůvěru vládě většinou členů.

## Volební období
Členové jsou voleni na čtyři roky. Každý ze 74 poslanců reprezentuje 6000 voličů, což vede ke změně celkového počtu poslanců v parlamentu (po volbách v roce 2009 má černohorský parlament 81 poslanců místo předchozích 74).

## Předsedové parlamentu

### Černohorský senát (1831-1878)
- Ivan Ivanović Vukotić (2. září 1831 - leden 1834)
  - Matija Vučićević (2. září 1831 - 1834)
- Pero Tomov Petrović (3. září 1837 - 1. prosince 1853)
  - Đorđije Savov Petrović (3. září 1837 - 1. prosince 1853)
- Đorđije Savov Petrović (1. prosince 1853 - 1857)
  - Nikanor Ivanović (březen 1857 - duben 1857)
- Velkovévoda Mirko Petrović-Njegoš (1857 - 1867)
- Vévoda Božo Petrović-Njegoš (1867 - 1878)

### Národní shromážděníČernohorského knížectvíakrálovství(1906-1916)
31. října 1906 - 9. července 1907
- Vévoda Šako Petrović (27. listopadu 1906 - 9. července 1907)

21. listopadu 1907 - 12. února 1911
- Labud Gojnić (27. listopadu 1907 - 14. prosince 1908)
- Marko Đukanović (14. prosince 1908 - 1. prosince 1909; 1. prosince 1909 - 1. prosince 1910)
- Milo Dožić (1. prosince 1910 - 12. února 1911)

1. prosince 1911 - 25. října 1913
- Jovan Plamenac (1. prosince - 25. října 1913)

28. ledna 1914 - 4. ledna 1916
- Milo Dožić (28. ledna 1914 - 4. ledna 1916)

### Parlament Černé Hory v rámci Jugoslávie
Lidový parlament Socialistické republiky Černá Hora 
- Miloš Rašović(1945 - 1946, listopad 1946 - prosinec 1946)
- Petar Komnenić (listopad 1946 - 1949)

Lidový parlament Černohorské lidové republiky
- Đuro Čagorović (1949 - 1953)
- Nikola Kovačević (1950 - prosinec 1953)
- Blažo Jovanović ( 1953 - 1962

Parlament Černohorské lidové republiky
- Filip Bajković (1962 - 1963)

Parlament Socialistické republiky Černá Hora
- Andrija Mugoša (1963 - 1967)
- Veljko Milatović (1963 - 1967, květen 1969 - říjen 1969)
- Vidoje Žarković (1969 - 1974)
- Budislav Šoškić (1974 - 1979)
- Radivoje Brajović (1979 - 1982)
- Milutin Tanjević (1982 - 1983)
- Omer Kurpejović (1983 - 1984)
- Čedomir Đuranović (1984 - 1985)
- Marko Matković (1985 - 1986)
- Velisav Vuksanović (1986 - 1989)
- Dragan Radonjić (1989 - 1990)
- Risto Vukčević (1990 - 28 April 1992)

Parlament Republiky Černá Hora (ve FR Jugoslávie)
- Risto Vukčević (28. dubna 1992 - 1994)
- Svetozar Marović (1994 - 2001)
  - Rifat Rastoder
- Vesna Perović (2001 - 2002)
- Filip Vujanović (5. listopadu 2002 - 4. února 2003)
  - Rifat Rastoder (5. listopadu 2002 - 4. února 2003)
  - Dragan Kujović (5. listopadu 2002 - 4. únor 2003)

### Parlament Republiky Černá Hora (v rámci soustáti Srbsko a Černá Hora)
- Filip Vujanović (4. února 2003 - 19. května 2003)
  - Rifat Rastoder (4. února 2003 - 19. května 2003)
  - Dragan Kujović (4. února 2003 - 19. května 2003)
- Ranko Krivokapić (2003 - 3. června 2006)
  - Rifat Rastoder (2003 - 3. června 2006)
  - Slavoljub Stijepović (2003 - 3. června 2006)

### Parlament Republiky Černá Hora
- Ranko Krivokapić (3. června 2006 - současnost)
  - Rifat Rastoder (3. června 2006 - současnost)
  - Slavoljub Stijepović (3. června 2006 - současnost)